# روشنش کن (فیلم)
روشنش کن (به انگلیسی: Light It Up) فیلمی محصول سال ۱۹۹۹ و به کارگردانی کریگ بولوتین است. در این فیلم بازیگرانی همچون آشر، فارست ویتاکر، جاد نلسن، ونسا ال. ویلیامز، رزاریو داوسون، رابرت ری‌چارد، فردرو استار، سارا گیلبرت، کلیفتن کالینز جونیور و گلین ترمن ایفای نقش کرده‌اند.